# モスクワの戦い
モスクワの戦い（モスクワのたたかい、ロシア語: Битва за Москву, ローマ字表記：Bitva za Moskvu, 英語: Battle of Moscow）は、第二次世界大戦中の1941年10月2日から1942年1月7日にかけてモスクワ近郊で行われた戦闘である。この戦いは600kmの防衛区域で二段階に分かれて行われた。モスクワはソビエト連邦の首都であり、最大の都市であったため、バルバロッサ作戦で最も重要な軍事的、政治的な目標の一つであった。
この戦いはドイツ側で「タイフーン作戦」（ドイツ語:Unternehmen Taifun, 英語:Operation Typhoon）と名付けられており、モスクワ北部と南部からの両翼包囲を必要とした。モスクワの北方では第3装甲軍と第4装甲軍がカリーニン方面軍と対峙し、同時にモスクワ・サンクトペテルブルク鉄道を切断し、モスクワ州の南方ではトゥーラの南で西方面軍 (ソ連軍)が第2装甲軍と対峙している一方、第4軍は直接西からモスクワへ進軍していた。アンドリュー・ロバートによればヒトラーのソ連の首都への攻撃は総攻撃に他ならなかった。"第二次世界大戦の趨勢はこの大規模な攻撃の成果にかかっていたといって誇張している訳ではない。"

最初、ソ連軍はモスクワ州で三つの防衛線を形成することで戦略的防御を行った。この防衛線には新たに徴兵した予備兵力とシベリア軍管区と極東軍管区から抽出した部隊が展開されていた。ドイツの攻撃が止まると同時に、ソ連は戦略的反攻と小規模な攻勢によってドイツ軍をオリョール、ヴャジマ、ヴィーツェプスクまで押し返し、ドイツの3軍を包囲しかけた。この戦いによってドイツ軍は大幅に後退し、ソ連に早期で勝利する可能性はなくなった。この戦いの後、ブラウヒッチュ元帥は陸軍総司令部(OKH)の司令官を解任され、ヒトラーは自身をドイツ陸軍の総司令官に任命した。

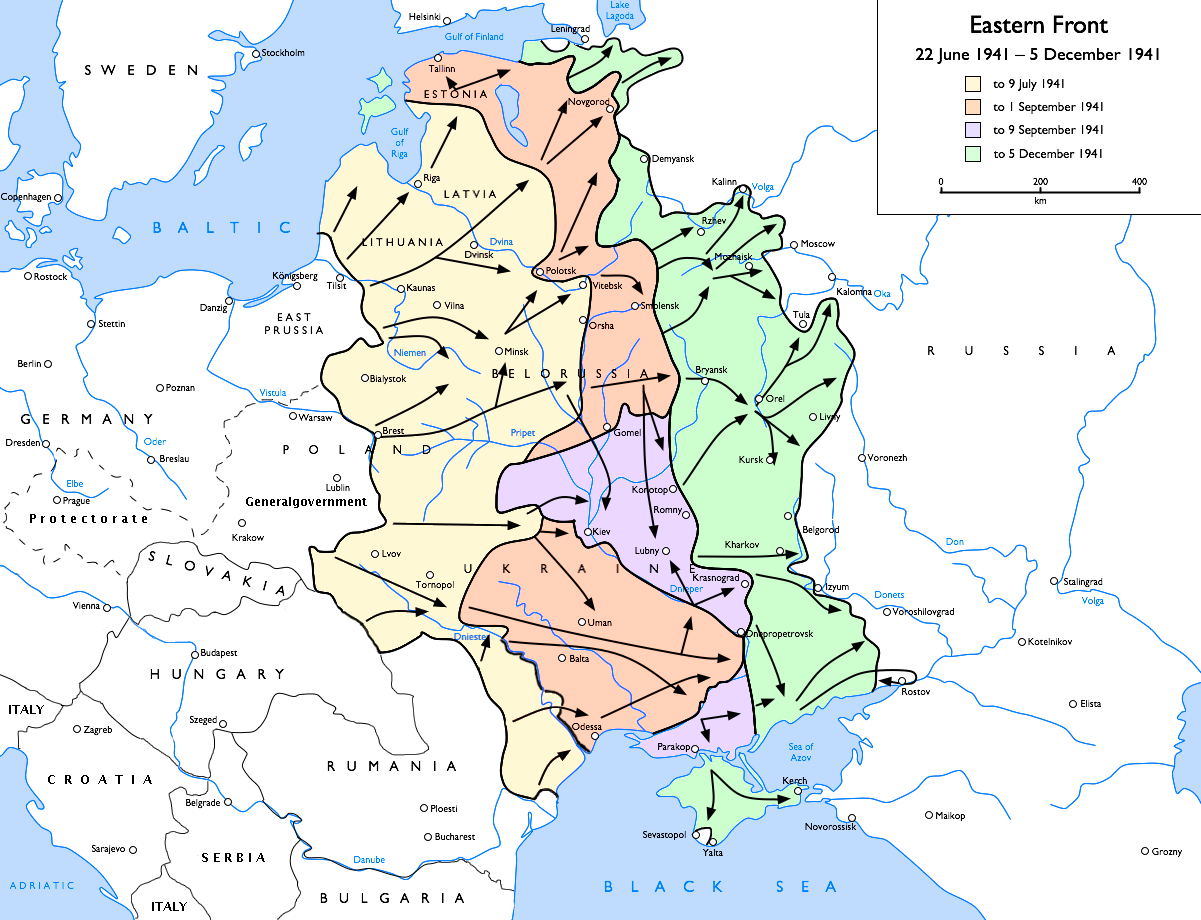
モスクワの戦いまでの東部戦線の推移:
1941年7月9日までの国防軍の進軍
1941年9月1日までのさらなる進軍
1941年9月9日までのキエフの包囲
1941年12月5日までの国防軍の最後の進軍

## 背景
ドイツのソ連侵攻計画、バルバロッサ作戦では4ヶ月以内にモスクワを陥落させる事が求められていた。1941年6月22日、枢軸国はソビエト連邦に侵攻し、ソ連の航空戦力の大半を地上で撃破し、電撃戦を用いてソ連の領土に深く進軍して多くのソ連軍を撃滅した。北方軍集団はレニングラードへと向かい、南方軍集団はウクライナへ、中央軍集団はモスクワへと進軍した。1941年7月までに中央軍集団はモスクワの通り道であるドニエプル川を渡った。
1941年7月ドイツ軍はスモレンスクを陥落させた（スモレンスクの戦い）。スモレンスクはモスクワへの進軍路としては、攻勢発起点よりちょうど中間点であった。この時点でモスクワの防衛は非常に脆い状態であったが、モスクワへの直接攻撃はドイツの側面を晒す必要があった。このようなリスクとウクライナの穀物と鉱物資源を確保するために、ヒトラーは北方と南方へと転進し、レニングラードとキエフのソ連軍を殲滅するように命じた。こうしてドイツのモスクワへの前進は遅れた。1941年9月30日にモスクワへの進軍は再開されたが、ドイツ軍は弱体化しており、一方のソビエト軍は新たに徴兵された部隊がモスクワへの防御を固めていた。

## 戦闘序列(作戦開始直前)

### ドイツ軍(中央軍集団)
最高司令官　フォン・ボック元帥

参謀長　　　フォン・グライフェンベルク少将

第9軍(シュトラウス上級大将)

　・第5軍団(ルオフ大将)

　　　第5歩兵師団、第35歩兵師団

　・第8軍団(ハイツ大将)

　　　第8歩兵師団、第28歩兵師団、第87歩兵師団

　・第23軍団(シューベルト大将)

　　　第86歩兵師団、第206歩兵師団、第251歩兵師団、第253歩兵師団

　・第27軍団(ベーゲル大将)

　　　第106歩兵師団、第129歩兵師団、第161歩兵師団

第3装甲集団(ホト上級大将)

　・第41装甲軍団(ラインハルト大将)

　　　第1装甲師団、第36自動車化歩兵師団

　・第56装甲軍団(シャール大将)

　　　第6装甲師団、第7装甲師団

　・第6軍団(フェルステール大将)

　　　第6歩兵師団、第26歩兵師団

第4装甲集団(ヘープナー上級大将)

　・第40装甲軍団(スツゥンメ大将)

　　　第2装甲師団、第10装甲師団

　・第46装甲軍団(フォン・フィーティンクホック大将)

　　　第5装甲師団、第11装甲師団、第252歩兵師団

　・第57装甲軍団

　　　第19装甲師団、第20装甲師団、第3自動車化歩兵師団、「ダス・ライヒ」SS自動車化歩兵師団

第4軍(フォン・クルーゲ元帥)

　・第7軍団(ファルムバーヘル大将)

　　　第23歩兵師団、第197歩兵師団、第267歩兵師団

　・第9軍団(ゲイエル大将)

　　　第15歩兵師団、第137歩兵師団、第263歩兵師団

　・第20軍団(マーテルナ大将)

　　　第7歩兵師団、第78歩兵師団、第268歩兵師団、第292歩兵師団

第2軍(ヴァイクス上級大将)

　・第12軍団(シュロート大将)

　　　第34歩兵師団、第52歩兵師団、第258歩兵師団

　・第13軍団(フェルベール大将)

　　　第17歩兵師団、第260歩兵師団

　・第43軍団(ハインリヒ大将)

　　　第31歩兵師団、第131歩兵師団

　・第53軍団(ヴァイゼンベルガー大将)

　　　第112歩兵師団、第167歩兵師団、第296歩兵師団

第2装甲集団(グデーリアン上級大将)

　・第24装甲軍団(ゲイル・フォン・シュヴェペンブルク大将)

　　　第3装甲師団、第4装甲師団、第10自動車化歩兵師団、「グロスドイッチェラント」歩兵連隊

　・第47装甲軍団(レーメルセン大将)

　　　第17装甲師団、第18装甲師団、第29自動車化歩兵師団

　・第48装甲軍団(ケンプフ中将)

　　　第9装甲師団、第16自動車化歩兵師団、第25自動車化歩兵師団

　・第34兵団(メッツ大将)

　　　第45歩兵師団、第134歩兵師団

　・第35兵団(ケンプフェ中将)

　　　第95歩兵師団、第262歩兵師団、第293歩兵師団、第1騎兵師団

## ドイツ軍の最初の前進(9/30(火)-10/10(金))

### 計画

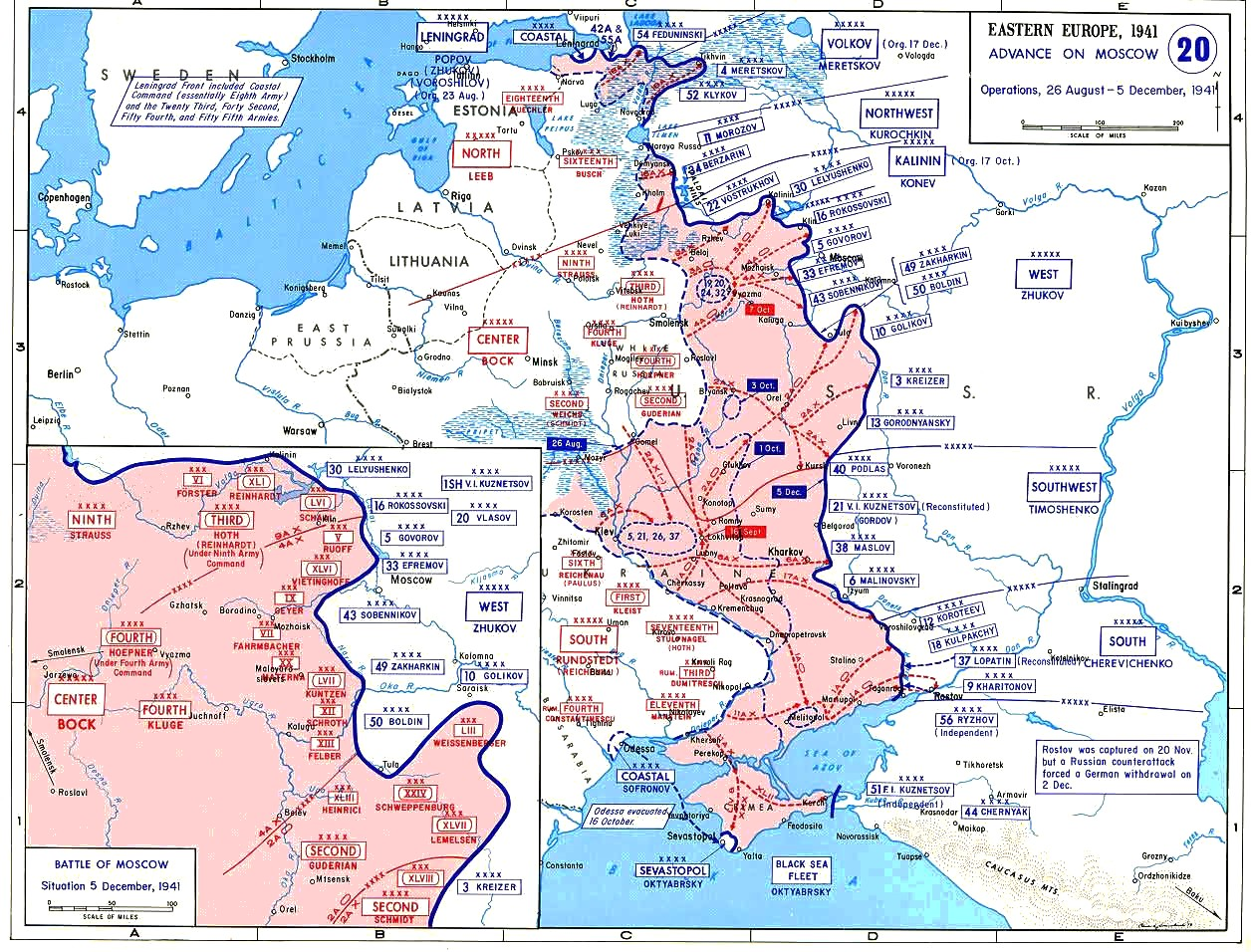
タイフーン作戦でのドイツの攻勢

ヒトラーは、ソ連を降伏させるためには ソ連を経済的に打倒する事が唯一の方法であると信じており、ソ連の首都は2番目の目標であった。ヒトラーはキエフより東のウクライナ地方の経済的資源を奪う事でこの目標を達成できると感じていた。陸軍総司令官のヴァルター・フォン・ブラウヒッチュがモスクワへの直接的な攻撃を支援している時、”硬直化した脳がこのような考え方を可能にしている”と語っている。参謀総長のフランツ・ハルダーはドイツ軍がソ連軍に十分な損害を与えた後にモスクワを奪う事は勝利をもたらすと確信していた。このような観点は多くのドイツの高級司令官の間で共有されていた。しかしヒトラーはキエフ南方のソ連軍の突出部とウクライナの奪取のために将軍の進言を却下した。この南進は成功し、結果として9月26日までに1,000,000名の赤軍の兵士を死傷、捕虜にし、1941年中にウクライナの大部分を支配下におく事ができた。
夏の終わりにより、ヒトラーは注意を再度モスクワへと向け、モスクワ攻略の任務を中央軍集団に当てた。4個軍(第2、第4、第9、第6)とそれを支援する3個装甲軍(第2、第3、第4)と第2航空艦隊がタイフーン作戦に使用された。この作戦に従事したドイツ軍は200万名以下で、1000両から2470両の戦車・突撃砲と14,000の野砲を備えていた。しかしドイツの航空戦力は夏の戦闘により深刻なまでに減少していた。ドイツ空軍は1603機の航空機が破壊され、1028機が損傷していた。第2航空艦隊は航空機をわずか549機しかタイフーン作戦に使用する事ができなかった。この航空機には158機の中型の急降下爆撃機と172機の戦闘機が含まれていた。ドイツ軍の攻撃手法はこのころには電撃戦ではなく殲滅戦理論に基づく殲滅戦へと移り変わってしまった。
ドイツ軍はモスクワへの道を妨げになるヴャジマ-ブリャンスクの間で、ソ連の防衛線を構成する3つの方面軍と直面した。これらの方面軍を形成している軍は激しい戦闘に巻き込まれた。ソ連軍は依然として1,250,000名の兵士と1000両の戦車と7600門の野砲を保有していた。ソ連空軍は7500機から21200機の航空機の損害を被っていた。並外れた産業の業績によりこれらの航空機は刷新され始め、タイフーン作戦の始めにソ連空軍は爆撃機578機を含む936機の航空機を集めた。
一度ヴャジマ-ブリャンスクの戦線のソ連の抵抗が無くなると、ドイツ軍は東に押し始め、北部と南部から側面に周りモスクワを包囲しようとした。連続した戦いによって戦力は減少し、補給上の困難はより深刻になり始めた。グデーリアンはいくつかの破壊された戦車は再配備されること無く、作戦開始時には燃料が不足したと記載している。

### ヴャジマ-ブリャンスクの戦い

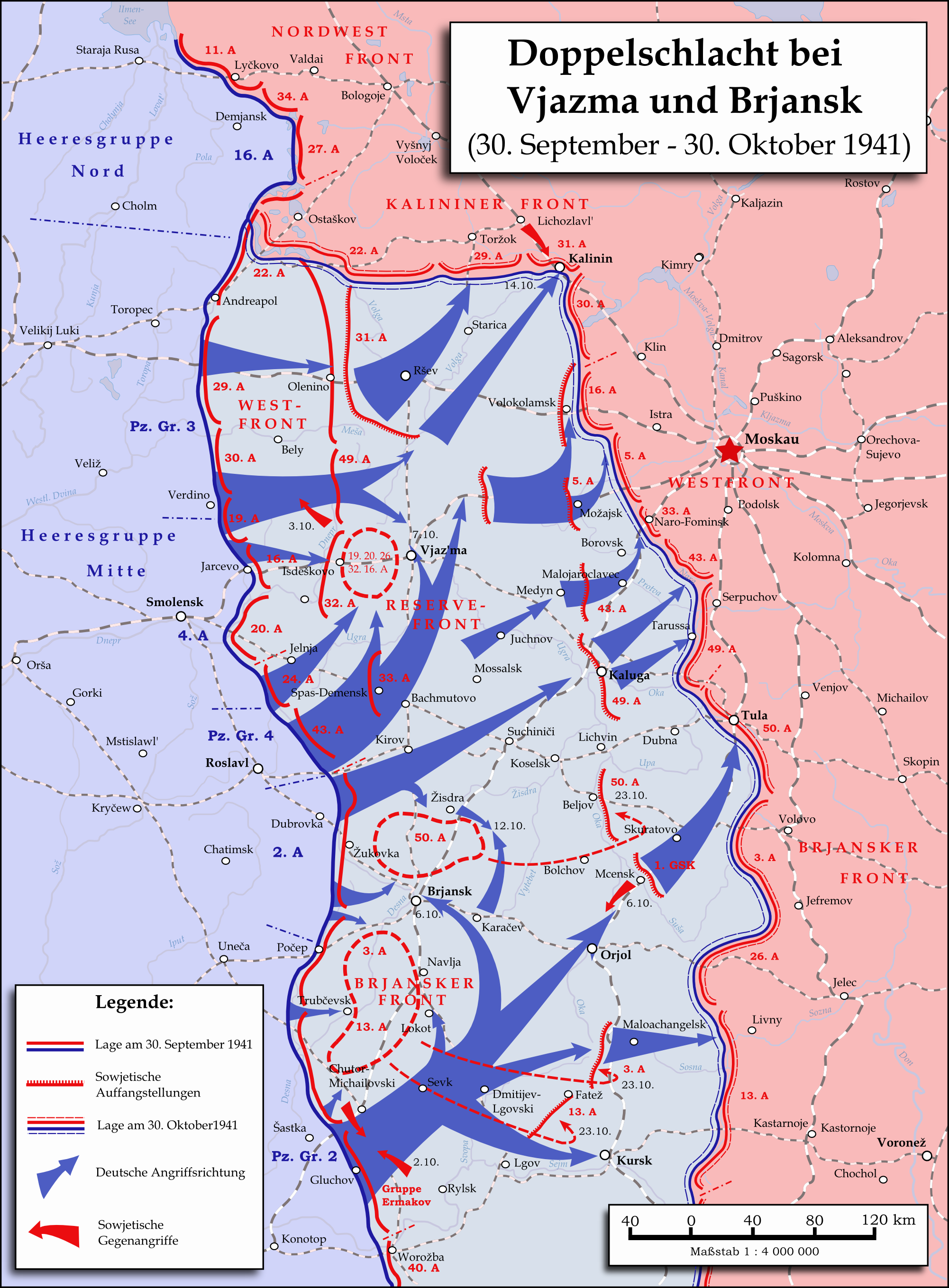
ヴャジマ-ブリャンスクでのドイツによる包囲の図。

ドイツ軍は計画に従って攻撃を行った。第3装甲軍は抵抗が少ない中央を突破した後、第4装甲軍と共にヴャジマの包囲を完成させるために機動戦力を北方に分割した。さらに別の部隊を南に送り、第2装甲軍と接合し、ブリャンスクの包囲網を閉じた。ソ連の防衛線はまだ構築中であったが、1941年10月10日に突出した第2、第3装甲軍の先陣はヴャジマで敵と交戦した。ソ連4個軍(19軍、20軍、24軍、32軍)はモスクワの西で包囲された。
包囲下のソ連軍は戦い続けたが、ドイツ軍は28個師団を包囲下のソ連軍を殲滅するために展開した。この28個師団はモスクワ方面の攻勢を援護する事ができた部隊を使用した。ソ連の西方面軍と予備方面軍の残部は撤退し、モジャイスク周辺での新たな防衛線に配備された。多くの損害を被ったにもかかわらず、一部の包囲下の部隊は撤退に成功し、小隊から完全編成の歩兵師団に配置された。ヴャジマ付近のソ連の抵抗はスタフカが4個軍(第5、第16、第43、第49軍)でモスクワの防御を固めるための時間を稼いだ。3個歩兵師団と2個戦車旅団は後詰のために東シベリアから移送されてきた。
ブリャンスク近くの南方では、ソ連軍の戦闘能力は当初ヴャジマより有していた。第2装甲軍はこの都市を包囲するための機動を行い、第2軍の前進と連携し10月3日にオリョールを、6日にはブリャンスクを陥落させた。
しかし天候が変化し始めて、ドイツの行動は妨げられた。10月7日に初雪が降り、その雪が溶ける事で道はぬかるんだ沼地となった。この現象はロシアではラスプティッツァ(英語版)という現象で知られる。ドイツの機甲部隊は大幅に機動力が削がれ、ソ連軍が撤退し再編成する事を許した。
ソ連軍は局所的に反撃にでた。例として第4装甲師団はムツェンスク近郊のドミトリー・レルユシェンコ(英語版)の第4戦車旅団による待ち伏せ攻撃を受けた。ドイツの機甲部隊が防衛線を超えて進軍してきたので、新たに製造されたT-34は森に隠された。ソ連の歩兵のよせ集めの部隊がドイツ軍の進軍を阻止している間、ソ連の戦車は両翼に回りこみ、ドイツのIV号戦車を攻撃した。ドイツ軍にとってT-34の出現とその威力はとても衝撃的であったため、グデーリアンの強い主張によりT-34についての特別な調査委員会が作られることになった。
10月31日から11月15日の間、陸軍総司令部(OKH)はモスクワへの2度目の攻勢を準備する一方、戦闘行為を一時中止した。中央軍集団は数の上ではかなりの戦力を有していたが、これまでの戦いによる疲弊のため戦闘能力が喪失していた。ドイツは東からのソ連の増援の絶え間ない到来と、大規模な予備兵力の存在に気付いたが、ソ連が莫大な損害を出してでも、モスクワを防衛しようと決意しているとは予想していなかった。しかし10月の状況と比較して、ソ連の狙撃師団はより強力な防衛陣を築いていた。3重の防衛網が都市とクライン近郊のモジャイスクの一部を囲んでいた。大半のソ連の野戦軍は多層の防衛陣を築き、少なくとも2個狙撃師団が、2層目に配置させた。
9月30日、中央軍集団はモスクワ攻略をめざしタイフーン作戦を開始した。第3装甲軍と北方軍集団から転用された第4装甲軍は10月2日に攻勢を開始し10月7日にヴャジマで合流しソ連軍4個軍（第19軍・第20軍・第24軍・第32軍）を包囲した。中央軍集団はブリャンスク周辺とヴャジマ周辺に2つの包囲網を形成し、相当な戦力を有するソ連軍を壊滅、事実上ソ連軍第19軍を主力とする西方面軍司令部を機能しない状態にまで追い込んだ。ドイツ軍は装甲部隊をより効率的に運用するため10月5日～8日にかけて各装甲集団を独自の補給段列を持つ装甲軍へと改編した。10月3日に第2装甲軍の第4装甲師団がオリョールを攻略し、10月6日には第2軍と第17装甲師団がブリャンスクを攻略した。ブリャンスク方面軍は退路を断たれたが中央軍集団に後背地のソ連軍を包囲殲滅する余力はなく、各部隊は重装備を放棄して東方に逃れた。

10月15日、スターリンは共産党、将軍、様々な政府の職員に僅かな人員だけを残して、モスクワからクイビシェフ(現在のサマーラ)に撤退するよう命じた。この撤退はモスクワ市民の混乱を招いた。10月16日、17日は多くの市民が逃亡しようと試み、列車に殺到し、モスクワからの道路は渋滞した。それにもかかわらず、スターリンはモスクワに留まり、秩序を保とうとした。

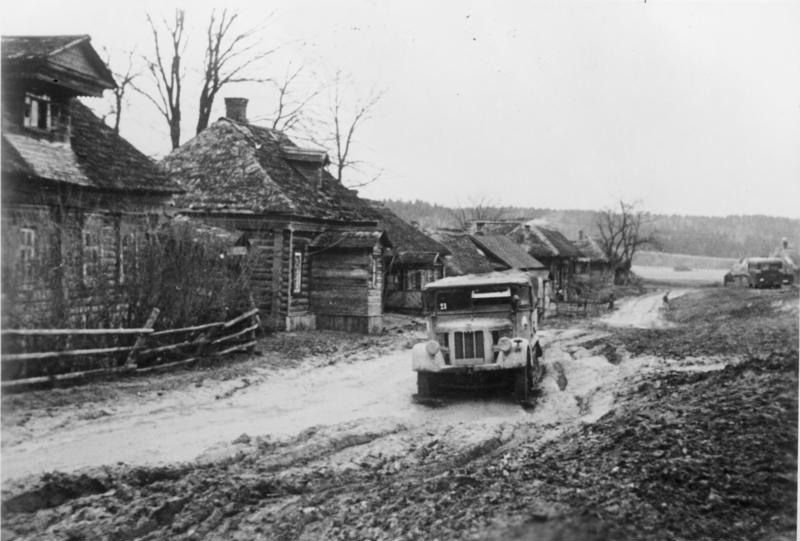
1941年11月、モスクワ前面でのラスプティッツァによる泥。

10月14日には、第3装甲軍はヴォルガ川を渡河し、モスクワとレニングラードを結ぶ鉄道を断ったほか、10月末には第2装甲軍の部隊がトゥーラ近郊まで到達することに成功した。

## モジャイスク防衛戦(10/13(月)-10/30(木))
モスクワ陥落の危機に対し、ヨシフ・スターリンは10月10日にレニングラード攻防戦を一段落させたゲオルギー・ジューコフに首都防衛を命じ西方面軍司令官に就任させた。同時にソ連国防委員会は、政府機関や工場等をウラル方面へと疎開させつつもモスクワ市民を中心にドイツ軍に立ち向かわせ、冬将軍が来るまでできるだけ長く足止めをするという作戦を実行する。これには周辺士官学校生やコムソモール員からなる共産主義者義勇団等を大量動員、不足していた防衛前線へ人員補充の為に送られた。その中には後にパルチザン英雄として称賛される若きコムソモール、ゾーヤ・コスモデミヤンスカヤも含まれている。彼女はドイツ軍駐屯地への放火に依りドイツ軍に処刑されたが、これはソ連軍及びコムソモールの士気を高める材料には十分となった。10月になり、ついに天候が悪化しはじめ雨が多くなると、舗装されていないソ連の道は泥沼と化した。これがドイツ軍にとって致命的な障害となり、装甲部隊の前進も物資の補給もままならなくなった。一方、ソ連軍はこうした自然条件に慣れていたのと、ドイツ軍に比べ長距離の移動を必要としない防御戦であるためにさほど問題はなかった。この10月中のドイツ軍の前進の鈍化が、モスクワの防衛体制を整える時間的猶予を与えた。また、戦意高揚とスターリン政権の健在を示す為、この防衛戦の最中であっても11月7日の革命記念日には、ドイツ軍を尻目に恒例のスターリン演説と軍事パレードを敢行した。11月になると天候は回復し、気温が低下。霜が降りて路面状態は良好となり、ドイツ軍の進撃スピードは回復する。しかし、ドイツ軍は冬までに作戦を終了させる予定だったため、厳冬に対応した衣類や装備をしておらず、何よりも伸びきった補給線が限界に到達しようとしていた。また、ソ連軍はドイツ軍に物資を残さない徹底的な「焦土作戦」を実施し、補給の現地徴収もほぼ不可能となり、ドイツ軍はいよいよ窮乏に瀕した。

## ドイツ軍のモスクワへの進軍(11/1-12/5)
11月12日～13日にかけて参謀総長ハルダーと中央軍集団の各軍参謀・野戦指揮官はオルシャで戦略会議を開き、新たな攻勢の是非を話しあった。第2装甲軍司令官グデーリアン上級大将はモスクワ攻略の好機は去ったと判断していたが、中央軍集団司令官ボック元帥はモスクワへの攻勢を主張し、ハルダーは攻勢の認可を出した。11月15日～18日にかけて第2・第3・第4装甲軍が攻勢を開始、中央軍集団はモスクワへの攻勢を再開した。スタフカは第10軍と第1打撃軍を増援として西方面軍に編入しジューコフにモスクワの死守を命じた。11月24日に第3装甲軍がクリンを攻略しモスクワ運河に橋頭保を構築、11月26日には第4装甲軍が鉄道の中継点であるイストラを攻略し11月30日にモスクワから8kmのヒムキに到達し、南部では第2装甲軍が工業都市トゥーラを包囲しミハイロフを攻略した。しかし11月末には、各所でドイツ軍の攻勢が頓挫。南部からモスクワを目指した第2装甲集団はトゥーラを落とせないまま、これを迂回して前進を継続していたが、モスクワ南方を流れるオカ川の線で前進を阻止された。北方から進撃した第3装甲集団は北部の要衝クリンを制圧し前進したが、北部からのモスクワ突入はならなかった。西方正面では第4装甲集団がクレムリンから25kmの地点のモスクワ郊外にまで達し、前衛部隊はクレムリンの尖塔を眺める位置に（前線の工兵部隊はモスクワまで8kmの地点まで前進したことも）あった。例年よりも早く冬が到来しドイツ軍の進撃は完全に停止する。気温が零下20度以下にまで下がり、ドイツ軍の戦闘車両や火器は寒冷のため使用不能に陥った。ドイツ軍には兵士の防寒装備も冬季用のオイルも不足しており、車両や航空機も満足に動かせない状態となった。医療品の不足から凍傷にかかる兵士が続出した。特に軍靴は長距離進軍に耐えるため底に鋲が打ってあり、足に冷気を伝え凍傷の原因となった。対してソ連軍は靴底に鋲を打たないブーツを使い、兵士には一回り大きいサイズのブーツを支給し、隙間に新聞紙や藁を敷き詰める等、防寒装備は充実していた。ドイツ軍はソ連のモスクワ防衛の要衝・イストラを占領したが、翌日からソ連空軍の猛爆撃が始まり、制空権はソ連側にあった。10月25日のモスクワ空襲を最後にドイツ空軍は出撃不能となった。

### 人工洪水
一部の歴史家は人工洪水がモスクワ防衛において重要な役割を果たしたと提唱している。彼らは軍と重装備がボルガ川とイワンコフ貯水池を渡れないようにするために氷を破壊した。1941年11月24日、ソ連軍はイストラの貯水ダムを爆破した。1941年11月28日、ドゥブナ近くのダムを使ったイワンコフ貯水湖と同様に6つの貯水湖の水(ヒムキ、イクシャ(英語版)、ピャロフスコエ(ロシア語版)、ペストフスコエ(ロシア語版)、ピロゴフスコエ(ロシア語版)、クリャージマ貯水湖)をヤフロマ川とセストラ川に排水した。その結果、厳しい冬の気候にもかかわらず、30から40の村が浸水した。これらはどちらもスタフカの1941年11月17日の0428番の司令の結果であった。人工洪水はしばしば型にはまらない武器として使われた。

## ソ連軍の反撃

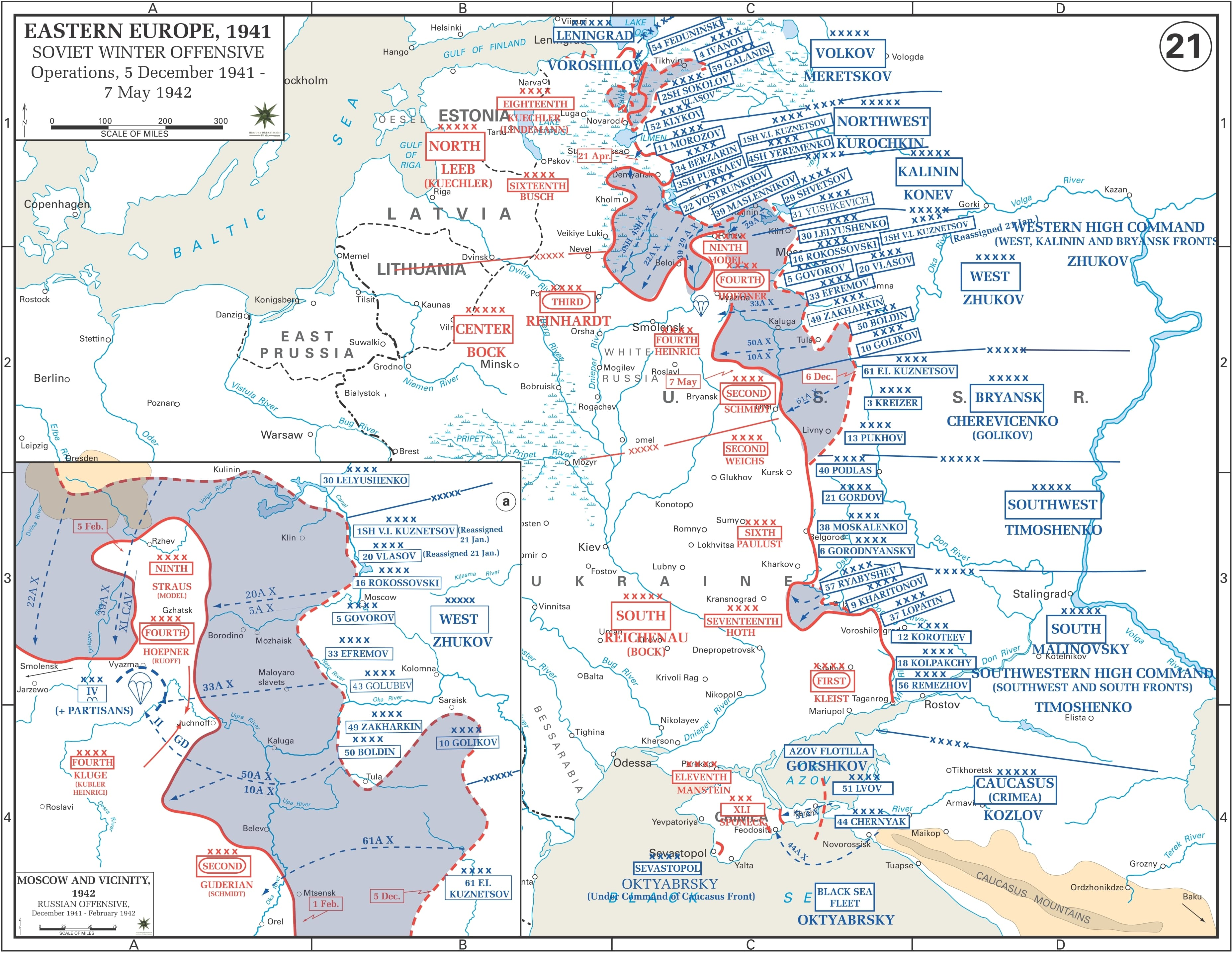
1941年12月5日から1942年5月7日にかけてのソ連軍の冬の反攻

ドイツ軍の攻撃は止まったにもかかわらず、ドイツの諜報機関はソ連軍がこれ以上予備兵力を持っておらず、反攻する事はできないと想定していた。この推定が間違っている事は、スターリンが開戦前にシベリアと極東から移送した18個師団、戦車1700両、飛行機1500機以上の予備兵力を投入する事で証明された。ジューコフとヴァシレフスキーの提案した攻勢が最終的にスターリンに許可される12月の初めまでの間に、赤軍は58個師団を蓄えた。これらの新しい予備兵力を加えてもなお、ソ連軍は反攻作戦に1,100,000名の兵士しか作戦に投入できず、ドイツ軍にわずかに兵力で劣っていた。それにもかかわらず、軍の用心深い展開により、いくつかの決定的な地点では兵数はドイツ軍に対して優位を確保した。

1941年12月5日、モスクワへの直近の脅威を取り除くための反攻作戦がカリーニン方面軍により開始された。西方面軍の攻撃は翌日に開始された。数日後の僅かな先進により、ソ連は12月12日にソルネチノゴルスクを、12月15日にクリンを奪還した。グデーリアンの軍はヴェニョーフとスヒーニチから立て続けに撤退した。トゥーラに差し迫った脅威はこうして取り除かれた:44–46, 48–51。

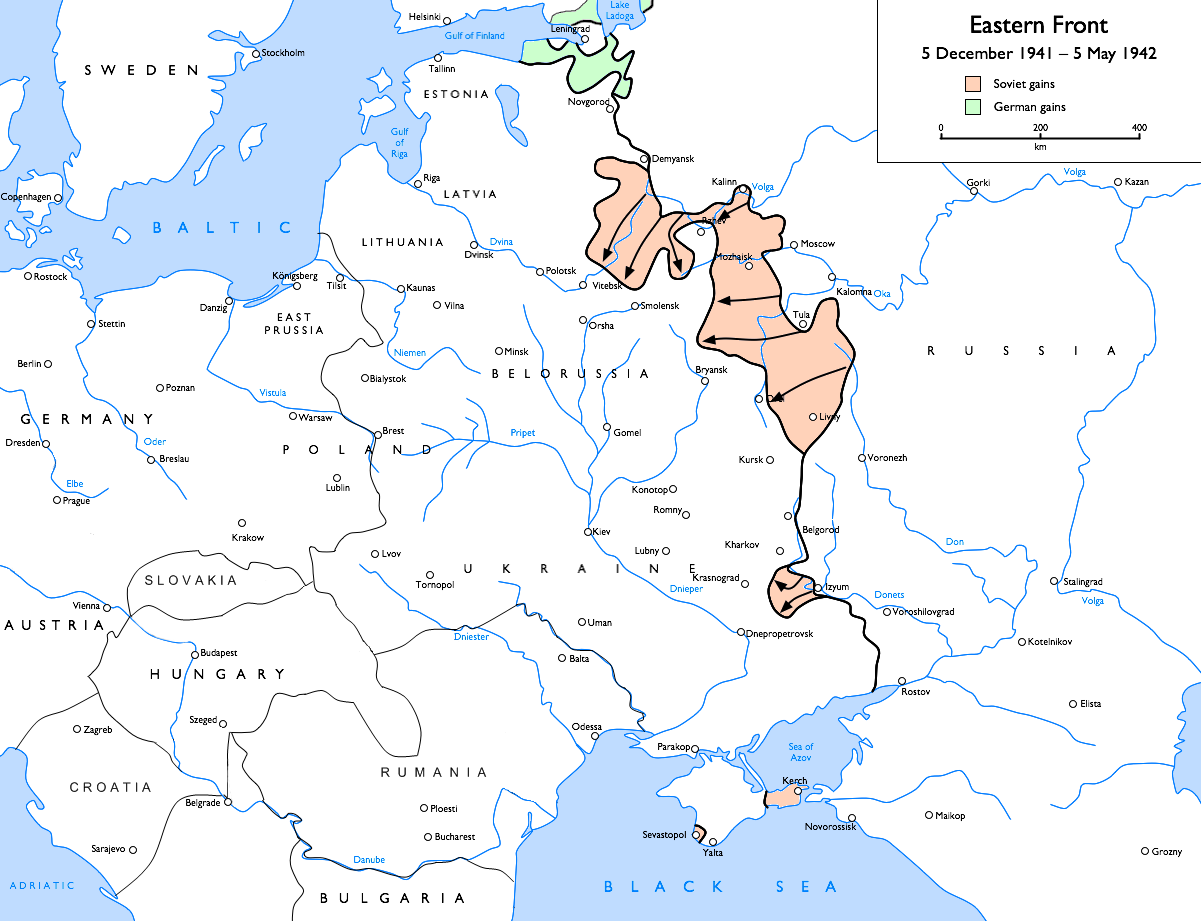
ソ連軍の反撃。1941年12月5日から1942年5月7日

12月8日ヒトラーは総統司令39号を発令した。この司令は全戦線において防御体制を取る事を命じた。ドイツ軍はその時いた地点では強固な防御を固めることができず、戦線を強化するために退却せざるを得なかった。グデーリアンはハンス・シュミットとヴォルフラム・フォン・リヒトホーフェンと同日に行った議論を書き留めており、両司令官は現在の戦線を維持することはできない事に同意していた。12月14日、フランツ・ハルダーとギュンター・フォン・クルーゲは最終的にヒトラーの許可なしにオカ川の西まで限定的に撤退することを認めた。12月20日ドイツ軍の高官による会議で、ヒトラーは撤退を取り下げ、兵士たちにそれぞれの持場を守るよう命じ、"必要なら榴弾で塹壕を掘れ"と述べた。グデーリアンは寒さによる損害が実際には戦闘による損害を上回っており、耐寒装備はポーランドでの物流の制約により行き渡っていない事を指摘した。それにもかかわらず、ヒトラーは現在の戦線を守るよう主張し、グデーリアンは第4装甲軍のヘプナー将軍と第9軍のシュトラウス将軍と共に12月25日に解任された。フェードア・フォン・ボックは公式には"健康上の理由で"解任された。ヴァルター・フォン・ブラウヒッチュ陸軍総司令官はさらに早く12月19日に解任された:42。
一方ソ連の攻勢は北部でも続いた。この攻勢によりカリーニンは解放され、12月7日にはクラインに到達した。クラインにはドイツ第LVIII装甲軍団司令部が都市の外側に集まっていた。カリーニンで戦線が西に動くと同時に、突出部がクライン周辺に形成された。カリーニン方面軍司令官イワン・コーネフは残存するドイツ軍を包囲しようと試みた。ジューコフは多くの部隊を突出部の南端へと転換させて、コーネフの第3装甲軍に対する罠を支援した。この包囲は失敗したが、ドイツ軍はこの地域の守備を解き、撤退した。2回目の試みはトゥーラ近郊の第2装甲軍に対して行われたが、ルジェフ付近で強力な抵抗により、停止せざるを得ず、この地域の突出部は1943年3月まで形成され続けた。南部では、攻勢はうまく行き、ブリャンスク方面軍は1941年12月16日にトゥーラを救出した。主要な目的は第XXXIX軍団の包囲と殲滅であった。第XXXIX軍団はグデーリアンの第2装甲軍の南翼を守っていた。
ドイツ空軍は12月の後半に無力化された。この時気温は－42℃を記録し、これは当時の最低気温を記録した。補給の困難と凍りつく気温により1942年1月まで技術上の困難を生み出した。その間ドイツ空軍は事実上モスクワの上空から消えた一方、ソ連空軍はより整った基地から作戦を遂行でき、内線と部隊の強化の恩恵を受けられた。1月4日、空は澄み切っていた。ヒトラーはこの状況を救済することを望んだので、ドイツ空軍は速やかに強化された。ドイツ本国で再編成された第4爆撃航空団と第30爆撃航空団が到着する一方、102機のJu 52を保有する4つの輸送航空団が包囲された部隊の補給と撤退のため、第4航空艦隊から配備された。これは最後の僅かな努力ではあったが、正しく機能した。ドイツの航空戦力は中央軍集団の全面的な崩壊を防ぐ事を防いだ。ソ連軍が最善を尽くしたにもかかわらず、航空艦隊は中央軍集団の保持に多大な貢献をした。12月17日から22日の間に航空艦隊はトゥーラ周辺の299両の車両と23両の戦車を破壊し、赤軍の追撃を防いだ。
中央ではソ連の進攻はさらに遅かった。ソ連の部隊は10日間の戦闘の後、12月26日にナロ＝フォミンスクを、28日にカルガを、1月2日にマロヤロスラヴェツを解放した。ソ連の予備兵力は不足しており、疲弊し凍りついたドイツ軍をモスクワから100kmから250kmほど押し返したところで、1942年1月7日に攻勢は停止した。スターリンはモスクワ前面の中央軍集団を捉えて殲滅するために更に攻勢を続けるよう命令したが、ソ連軍は疲弊しており、突出しすぎていたため、攻勢に失敗した。

## 結果
赤軍の冬季の反攻によりドイツ国防軍はモスクワから追い出されたが、前線から比較的近いモスクワへの脅威は依然として残っていた。そのためモスクワ戦域はスターリンにとって重要であり続けた。スターリンは開戦当初ドイツの作戦の成功により、ショックを受けた状態に最初は見えた。特にソ連の最初の進撃ではルジェフ突出部を解消出来ず、中央軍集団の師団が保持し続けた。モスクワでの反攻の直後、突出部への攻撃を続けて行い（ルジェフの戦い）、ドイツ、ソ連共に大きな損害を出した。1943年の初め、ドイツ国防軍はルジェフ突出部から西に撤退せざるを得なくなった。それにもかかわらずモスクワ前面は1943年10月まで防衛体制が敷かれていた。1943年10月はスモレンスクの戦いの終わりで中央軍集団がスモレンスク地峡とドニエプル上流の左岸から押し返された頃である。

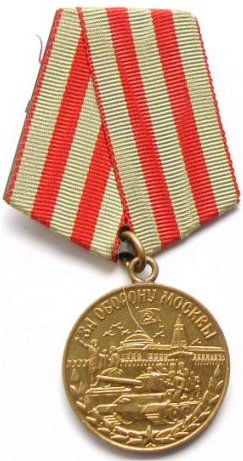
モスクワ防衛メダルは1944年5月1日に1,028,600名に授与された。

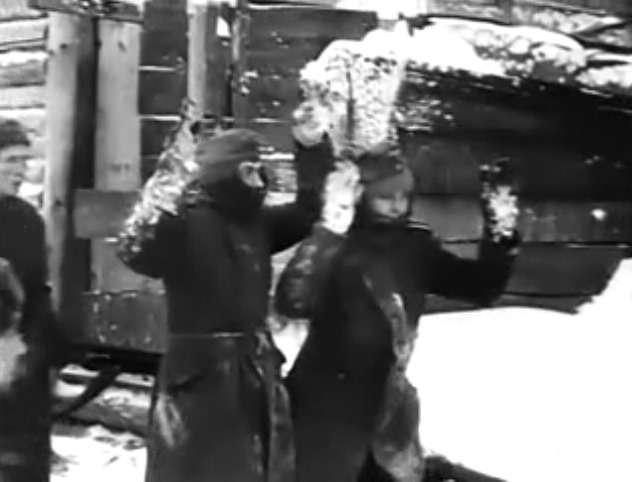
1942年のドキュメンタリー映画、モスクワの反攻でのドイツ兵士の降伏シーン

ドイツ軍がモスクワを占領できなかったためヒトラーは1941年12月19日に陸軍総司令官のヴァルター・フォン・ブラウヒッチュを更迭し、自ら陸軍総司令官に就任して、全ての軍事的な判断に関する権限を握った。それに加えて、ヒトラーは周囲を戦闘経験がほとんど、あるいは全くない将軍で固めた。
1941年6月以来、ソ連がドイツ軍の進撃を止めて押し返す事が出来たのはこの戦いが初めてであった。スターリンはこの結果を過信し、反攻作戦を拡大する事を決定した。1942年1月5日にクレムリンの会議でスターリンは春の全面攻勢を企画していると発表した。この攻勢はモスクワ近郊、レニングラード、ハリコフ、クリミアで同時に行われる予定であった。この計画はジューコフやシャポーシニコフらの反対があったが、スターリンは押し切った。
低地のソ連軍の予備とドイツ軍の戦術的技量により、ルジェフ近郊で血のにじむような硬直状態が生じた。この戦いは"ルジェフ肉挽き機"として知られる。さらにソ連軍の敗北は続き、第二次ハリコフ攻防戦、デミャンスク包囲戦での殲滅の失敗、アンドレイ・ウラソフによるレニングラードの解囲の失敗、クリミアでのケルチ再上陸での攻勢拡大の失敗などが例として挙げられる。これらの作戦の失敗は、ソ連軍の弱体化を招き、1942年のドイツ軍で南方での攻勢を導いた。
ドキュメンタリー映画の『モスクワの反攻』(ロシア語: Разгром немецких войск под Москвой, "モスクワ近郊でのドイツ軍の潰走")(英語版)はこの戦いの最中に作られ、すぐにソビエト連邦で公開された。アメリカにもこの映画は渡り、1942年8月にはニューヨークの劇場で公開された。ニューヨーク・タイムズの批評家は"撤退時の残忍さは唖然とする光景であった"と述べている。モスクワでの行進と戦闘の場面と同様に、この映画にはドイツ軍の占領時に行った残虐行為の映像が含まれている。"裸で殺害された子供達が手足を伸ばした状態でひどい列を作って青年がガタガタの絞首台に寒さの中でぶらりと吊るされていた"
モスクワの防衛は枢軸国の進攻に対するソビエト連邦の抵抗の象徴となった。この戦いを記念して、モスクワは1965年の20回目の対独戦勝記念日に英雄都市を授与された。1995年にはモスクワ防衛博物館が創立された。

## 死傷者数
モスクワの戦いにおけるドイツとソ連の損害は議論があり、様々な文献が異なった推定を行っている。全ての歴史家は第二次世界大戦の時系列の中でどの期間がモスクワの戦いと考えられるべきかということに同意していない。一般的にタイフーン作戦が開始した1941年9月30日(1941年10月2日の場合もある)がモスクワの戦いの開始日と考えられているが、この戦いが終わった日は2つの考え方がある。とりわけ一部の文献は（エリクソンやグランツとハウス）ルジェフの戦いをモスクワの戦いから除いており、モスクワへの攻勢が終わった1942年1月7日をモスクワの戦いの終了日と見なしているため、モスクワの戦いの死傷者数が少なく見積もられている。
ここでは様々な文献からの異なった死傷者数を述べる。ジョン・エリクソンの著作 Barbarossa: The Axis and the Alliesでは1941年10月から1942年1月にかけてのソ連の損害は653,924名だったと述べている。グランツとハウスはWhen Titans Clashedでモスクワ防衛の段階で658,279名の損害を出し、1942年の1月7日までの冬季の反撃でさらに370,955名を失ったと述べている。国防軍公式の死傷者に関する日報では中央軍集団は1941年10月1日から1942年1月10日にかけて35,757名が戦死、128,716名が戦傷、9,721名が行方不明になったと記載されている。しかし公式の報告書は前線にいる各大隊の将校、指揮官が記載した報告書とは一致しておらず、この報告書では公式の報告書よりも多くの損害を被った事が記録されている。

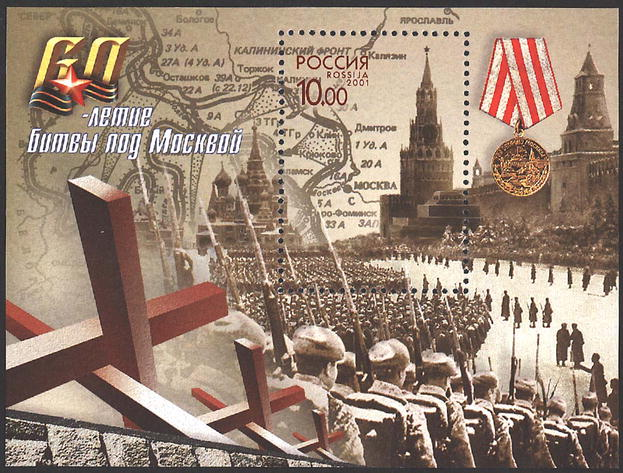
モスクワの戦い60周年を記念したロシアの切手

## 題材とした作品
映画
- モスクワ大攻防戦（1985年、ソ連・東ドイツ、ユーリー・オーゼロフ監督）
- パトリオット・ウォー ナチス戦車部隊に挑んだ28人（2016年、ロシア、キム・ドラジニン監督）
- 1941 モスクワ攻防戦80年目の真実（2020年、ロシア、ヴァディム・シメリョフ監督）